# Ralf-Jürgen Lehmann
Ralf-Jürgen Lehmann (* 12. Dezember 1933 in Großräschen; † 14. März 2015 in Berlin) war ein deutscher Gebrauchsgrafiker und Illustrator.

## Leben und Werk
Lehmann absolvierte von 1948 bis 1951 eine Lehre als Gebrauchswerber und arbeitete dann in seinem Beruf. Von 1955 bis 1959 studierte er Gebrauchsgrafik an der späteren Fachschule für Werbung und Gestaltung in Berlin-Schöneweide (FSWG). Von 1959 bis 1961 absolvierte er ein externes Pädagogik-Studium an der Karl-Marx-Universität Leipzig. Danach arbeitete er als Fachschullehrer an der FSWG. Als freischaffender Gebrauchsgrafiker entwarf er u. a. Plakate sowie Postwertzeichen für die Deutsche Post.
Er schuf für den Verlag Neues Leben für eine bedeutende Zahl von Büchern Illustrationen, aber einige auch für den Greifenverlag Rudolstadt, den Altberliner Verlag Lucie Groszer und Rütten & Loening sowie nach der deutschen Wiedervereinigung, als von diesen Verlagen keine Aufträge mehr kamen, für den Stapp-Verlag.
Lehmann war bis 1990 Mitglied des Verbandes Bildender Künstler der DDR und wurde mit dem Theodor-Körner-Preis geehrt.

## Entwürfe für Plakate (Auswahl)
- 30 Jahre GST (1979)[2]

## Teilnahme an zentralen und wichtigen regionalen Ausstellungen in der DDR
- 1972 bis 1983: Dresden, VII. bis IX. Kunstausstellung der DDR
- 1976, 1979, 1982 und 1986: Berlin, Bezirkskunstausstellungen (Gebrauchsgrafik)
- 1985: Berlin, Nationalgalerie („Auf gemeinsamen Wegen“. Kunstausstellung zum 40. Jahrestag der Befreiung.)
- 1985: Berlin, Berliner Stadtbibliothek („Marken und Zeichen aus der DDR“)